# 2015年のスーパーカップ (日本サッカー)
2015年のスーパーカップは、2015年2月28日に日産スタジアム（神奈川県横浜市）で行われた22回目のスーパーカップである。

## 概要
富士ゼロックスの特別協賛により、FUJI XEROX SUPER CUP2015（フジ ゼロックス スーパーカップ2015）の名称で開催された。
主催
公益財団法人 日本サッカー協会 / 公益社団法人 日本プロサッカーリーグ
主管
公益社団法人 日本プロサッカーリーグ / 一般社団法人 神奈川県サッカー協会
後援
神奈川県 / 神奈川県教育委員会
特別協賛
富士ゼロックス株式会社
賞金
- 優勝 3,000万円
- 準優勝 2,000万円

レギュレーション
- 前後半45分ハーフの合計90分で行う。
- 90分で決着が付かなかった場合には、延長戦は行わずPK戦により勝敗を決する。

## 参加クラブ
- ガンバ大阪（2014年J1 優勝・第94回天皇杯全日本サッカー選手権大会優勝）
- 浦和レッズ（2014年J1 2位）

G大阪が2014年シーズンのリーグ戦・天皇杯を共に制したため、レギュレーションによりリーグ戦2位の浦和が出場することになった。2009年に代替チームに関するレギュレーションが変更 となってからは初めてのケース。

## 試合結果
天候にも恵まれ、人気チーム同士の対戦となったこともあり、村井満Jリーグチェアマンの予想を上回る4万7666人の観衆が詰めかけ、FUJI XEROX SUPER CUPとしてはここ20年で最多の動員を記録した。
G大阪・浦和共にミッドウィークに戦ったAFCチャンピオンズリーグ2015 (ACL) グループステージの初戦を落とし、巻き返しを図る一戦となった こともあり、両チームともACLとメンバーを一部入れ替えて臨んだ。試合は序盤から浦和がG大阪陣内でボールを回し、これをG大阪がブロックを形成して防ぐという展開となるが、浦和がなかなかフィニッシュに持ち込めないこともあって膠着した状態のままスコアレスで前半を終了する。
前半にチャンスらしいチャンスを作れなかったG大阪は後半18分、ACLとの日程を考慮して先発を外れたFWパトリックを投入する。すると攻撃が一気に活性化しはじめ、後半23分、MF遠藤保仁のコーナーキックにパトリックが反らし、これをファーサイドに突っ込んできたFW宇佐美貴史が滑り込みながらゴールに蹴り込んでG大阪が先制する。先制を許し何とか追いつきたい浦和は前線に人数をかけ攻勢をかけるが、FW興梠慎三をけがで欠いた影響は大きかったのか なかなか決定的なフィニッシュに至らず、逆に試合終了間際、G大阪FWパトリックがDF2人をドリブルで交わしてだめ押しの2点目。パトリックの1ゴール1アシストの活躍でG大阪が8年ぶり2度目の優勝を果たした。
試合終了後には浦和サポーターからブーイングが浴びせられた。また、試合終了後の記者会見では浦和監督のミハイロ・ペトロヴィッチが「相手選手が蹴ったボールが、オフサイドポジションにいたわれわれの選手に渡った時、それがオフサイドになるのか？ フィールドプレーヤーが（味方の）GKにパスして手でキャッチしたら、それは間接FKになるのかならないのか、ご存じだったら教えてほしい」と語ったように、この日のレフェリングに不可解と思われる場面が数多く見られ、G大阪側からもブーイングが起こったという。
| 2015年2月28日 13:35 |

| ガンバ大阪                          | 2 - 0    | 浦和レッズ |
| 宇佐美貴史 68分 · パトリック 90+4分 | 公式記録 |            |

| 日産スタジアム、横浜 観客数: 47,666人 主審: 山本雄大 |

| ガンバ大阪 | 浦和レッズ |

| GK         | 01 | 東口順昭     |        |        |
| DF         | 22 | オ・ジェソク |        |        |
| DF         | 05 | 丹羽大輝     |        |        |
| DF         | 08 | 岩下敬輔     |        |        |
| DF         | 04 | 藤春廣輝     |        | 90+1分 |
| MF         | 17 | 明神智和     | 34分   |        |
| MF         | 07 | 遠藤保仁     |        |        |
| MF         | 19 | 大森晃太郎   |        |        |
| MF         | 11 | 倉田秋       |        |        |
| FW         | 39 | 宇佐美貴史   |        | 78分   |
| FW         | 24 | 赤嶺真吾     |        | 63分   |
| 控え:      |    |              |        |        |
| GK         | 18 | 藤ヶ谷陽介   |        |        |
| DF         | 14 | 米倉恒貴     |        |        |
| DF         | 06 | 金正也       |        |        |
| MF         | 13 | 阿部浩之     |        | 90+1分 |
| MF         | 33 | 小椋祥平     |        |        |
| FW         | 29 | リンス       |        | 63分   |
| FW         | 09 | パトリック   | 90+4分 | 78分   |
|            |    |              |        |        |
| 監督       |    |              |        |        |
| 長谷川健太 |    |              |        |        |

| GK             | 01 | 西川周作 |      |      |
| DF             | 46 | 森脇良太 | 86分 |      |
| DF             | 04 | 那須大亮 |      | 87分 |
| DF             | 05 | 槙野智章 |      |      |
| MF             | 14 | 平川忠亮 |      |      |
| MF             | 08 | 柏木陽介 |      |      |
| MF             | 22 | 阿部勇樹 |      |      |
| MF             | 24 | 関根貴大 | 11分 |      |
| MF             | 07 | 梅崎司   | 48分 | 72分 |
| MF             | 31 | 高木俊幸 |      | 56分 |
| FW             | 20 | 李忠成   |      |      |
| 控え:          |    |          |      |      |
| GK             | 23 | 岩舘直   |      |      |
| DF             | 02 | 加賀健一 |      |      |
| MF             | 13 | 鈴木啓太 |      | 87分 |
| MF             | 16 | 青木拓矢 |      |      |
| MF             | 18 | 小島秀仁 |      |      |
| FW             | 19 | 武藤雄樹 |      | 72分 |
| FW             | 21 | ズラタン |      | 56分 |
|                |    |          |      |      |
| 監督           |    |          |      |      |
| ペトロヴィッチ |    |          |      |      |

| FUJI XEROX SUPER CUP2015 優勝 |
| ----------------------------- |
| ガンバ大阪 8年ぶり2度目       |

### 注記
1. ↑  2008年以前は天皇杯準優勝チーム（第94回天皇杯の場合はモンテディオ山形）が出場していた。旧レギュレーションでの代替出場チームは2008年のサンフレッチェ広島が最後。
2. ↑  大会通算では1995年の第2回・1994年の第1回に次ぐ3番目の記録[4]。